# Genoa 1893 1980-1981
Questa voce raccoglie le informazioni riguardanti il Genoa 1893 nelle competizioni ufficiali della stagione 1980-1981.

## Stagione

La festa rossoblù al termine della vittoriosa sfida di Marassi contro il Rimini (2-0), che nell'ultima giornata di campionato sancì il ritorno genoano in massima serie.

Il campionato di Serie B 1980-1981 si presentò in veste fortemente anomala in quanto, in seguito a indagini sul calcioscommesse, il Milan e la Lazio avevano subito la retrocessione d'ufficio.
Sulla panchina del Genoa era intanto tornato Luigi Simoni, fresco di una promozione con il Brescia ottenuta l'anno precedente. Il Grifone iniziò il campionato con grandi difficoltà e raccogliendo pochi punti ma riuscì presto a recuperare il distacco, mantenendosi sulla scia del terzo posto e terminando il girone d'andata a soli due punti da Cesena e Sampdoria.
La svolta definitiva della stagione giunse dopo la terza giornata di ritorno, quando i rossoblu pareggiarono zero a zero col Milan al Ferraris. Nelle restanti 16 giornate il Grifone di Silvano Martina, Claudio Onofri, Claudio Sala e dei giovanissimi Sebastiano Nela, Russo e Boito uscì sconfitto una sola volta, riuscendo a ottenere punti preziosi nel derby e in una decisiva partita all'Olimpico contro la Lazio.
Dopo le vittorie nello scontro diretto contro il Cesena e poi nella penultima giornata a Bergamo, il Genoa riuscì a sorpassare la Lazio, che aveva terminato la propria gara casalinga pareggiando con il Vicenza dopo aver sprecato due rigori. Le sirene al porto festeggiarono l'evento e l'insperata promozione fu definitivamente raggiunta allo Stadio Luigi Ferraris la domenica seguente, il 21 giugno 1981, quando il Grifone concluse la partita con un due a zero sul Rimini.
In Coppa Italia il grifone disputa il primo girone di qualificazione, vinto dalla Juventus che passa ai quarti di finale della manifestazione.

## Divise
Per la stagione 1980-1981, la divisa del Genoa subì modifiche marginali, riguardanti principalmente il logo della squadra impresso sulla maglia.
| Casa | Trasferta |

## Rosa

Manfrin spiazza dal dischetto il doriano Garella e apre le marcature nel derby del 7 dicembre 1980 (1-1).

## Organigramma societario[2]
Area direttiva
Presidente: Renzo Fossati
Segretario: Amedeo Garibotti
Direttore sportivo: Giorgio Vitali
Area tecnica
Allenatore: Luigi Simoni

## Rosa[1][3]
| N. |                   | Ruolo | Calciatore        |
| -- | ----------------- | ----- | ----------------- |
|    | Italia (bandiera) | P     | Silvano Martina   |
|    | Italia (bandiera) | P     | Nevio Favaro      |
|    | Italia (bandiera) | D     | Sebastiano Nela   |
|    | Italia (bandiera) | D     | Fabrizio Gorin    |
|    | Italia (bandiera) | D     | Bruno Caneo       |
|    | Italia (bandiera) | D     | Claudio Onofri    |
|    | Italia (bandiera) | D     | Giuseppe Corti    |
|    | Italia (bandiera) | D     | Claudio Testoni   |
|    | Italia (bandiera) | D     | Stefano Di Chiara |
|    | Italia (bandiera) | D     | Mario Somma       |
|    | Italia (bandiera) | C     | Francesco Conti   |

| N. |                   | Ruolo | Calciatore             |
| -- | ----------------- | ----- | ---------------------- |
|    | Italia (bandiera) | C     | Carlo Odorizzi         |
|    | Italia (bandiera) | C     | Claudio Sala           |
|    | Italia (bandiera) | C     | Giancarlo Fiordisaggio |
|    | Italia (bandiera) | C     | Tiziano Manfrin        |
|    | Italia (bandiera) | C     | Giovanni Lorini        |
|    | Italia (bandiera) | C     | Ezio Cavagnetto        |
|    | Italia (bandiera) | A     | Luigi Manueli          |
|    | Italia (bandiera) | A     | Enrico Todesco         |
|    | Italia (bandiera) | A     | Francesco Boito        |
|    | Italia (bandiera) | A     | Roberto Russo          |

## Calciomercato[1]

### Sessione estiva
| Acquisti | Acquisti        | Acquisti    | Acquisti   |
| R.       | Nome            | da          | Modalità   |
| -------- | --------------- | ----------- | ---------- |
| P        | Silvano Martina | Varese      | definitivo |
| P        | Nevio Favaro    | Salernitana | definitivo |
| D        | Bruno Caneo     | Parma       | definitivo |
| D        | Giuseppe Corti  | Monza       | definitivo |
| C        | Claudio Sala    | Torino      | definitivo |
| A        | Enrico Todesco  | Lazio       | definitivo |
| A        | Ezio Cavagnetto | Como        | definitivo |

| Cessioni | Cessioni             | Cessioni | Cessioni      |
| R.       | Nome                 | a        | Modalità      |
| -------- | -------------------- | -------- | ------------- |
| P        | Enrico Cavalieri     | Monza    | fine prestito |
| P        | Sergio Girardi       | Mantova  | definitivo    |
| D        | Giancarlo Corradini  | Torino   | definitivo    |
| C        | Maurizio Giovannelli | Como     | definitivo    |
| A        | Giancarlo Tacchi     | Arezzo   | definitivo    |
| A        | Giuliano Musiello    | Foggia   | definitivo    |

### Sessione invernale
| Acquisti | Acquisti        | Acquisti | Acquisti |
| R.       | Nome            | a        | Modalità |
| -------- | --------------- | -------- | -------- |
| D        | Claudio Testoni | Reggiana |          |

| Cessioni | Cessioni          | Cessioni | Cessioni |
| R.       | Nome              | a        | Modalità |
| -------- | ----------------- | -------- | -------- |
| D        | Stefano Di Chiara | Cagliari |          |
| C        | Ezio Cavagnetto   | Como     |          |

## Risultati

### Serie B

#### Girone di andata
| Arbitro: | Paparesta (Bari) |

|                           |           |                              |
| Zucchini 22’ Briaschi 65’ | Marcatori | 60’ Manfrin 90’ (aut.) Gelli |

| Arbitro: | Vitali (Bologna) |

|                     |           |           |
| Russo 1’ Onofri 47’ | Marcatori | 35’ Silva |

| Arbitro: | Michelotti (Parma) |

|                              |           |  |
| F. Vincenzi 5’ Antonelli 46’ | Marcatori |  |

| Arbitro: | Lombardo (Marsala) |

|                                     |           |            |
| Nela 15’ Cavagnetto 49’ Manfrin 75’ | Marcatori | 86’ Quadri |

| Arbitro: | Ciulli (Roma) |

|            |           |  |
| Cannito 1’ | Marcatori |  |

| Arbitro: | Bergamo (Livorno) |

|                |           |  |
| Boito 64’, 81’ | Marcatori |  |

| Palermo 26 ottobre 1980 7ª giornata | Palermo         | 0 – 0 | Genoa | Stadio La Favorita\| Arbitro: \| Milan (Treviso) \| |
| Arbitro:                            | Milan (Treviso) |       |       |                                                     |

| Arbitro: | Facchin (Udine) |

|                     |           |              |
| Russo 55’, 71’, 75’ | Marcatori | 59’ Falcetta |

| Arbitro: | Angelelli (Terni) |

|                        |           |  |
| Serena 52’ Bacchin 66’ | Marcatori |  |

| Arbitro: | Patrussi (Ravenna) |

|                        |           |              |
| Manueli 34’ Onofri 90’ | Marcatori | 16’ Facchini |

| Arbitro: | Lops (Torino) |

|                        |           |                              |
| Miele 36’ Bergossi 57’ | Marcatori | 24’ (aut.) Cavasin 27’ Russo |

| Genova 30 novembre 1980 12ª giornata | Genoa               | 0 – 0 | Lazio | Stadio Luigi Ferraris\| Arbitro: \| Lo Bello (Siracusa) \| |
| Arbitro:                             | Lo Bello (Siracusa) |       |       |                                                            |

| Arbitro: | Menegali (Roma) |

|             |           |                    |
| Delneri 35’ | Marcatori | 38’ (rig.) Manfrin |

| Genova 14 dicembre 1980 14ª giornata | Genoa         | 0 – 0 | Verona | Stadio Luigi Ferraris\| Arbitro: \| Prati (Parma) \| |
| Arbitro:                             | Prati (Parma) |       |        |                                                      |

| Arbitro: | Tani (Livorno) |

|                          |           |  |
| A. Bordon 10’ Lucchi 55’ | Marcatori |  |

| Arbitro: | Vitali (Bologna) |

|                                                 |           |  |
| Manfrin 10’ (rig.) Nela 32’ Caneo 67’ Russo 88’ | Marcatori |  |

| Arbitro: | Patrussi (Ravenna) |

|                          |           |           |
| Casale 23’ Salvatori 79’ | Marcatori | 65’ Boito |

| Arbitro: | Lanese (Messina) |

|                |           |  |
| Boito 40’, 61’ | Marcatori |  |

| Rimini 25 gennaio 1981 19ª giornata | Rimini            | 0 – 0 | Genoa | Stadio Romeo Neri\| Arbitro: \| Falzier (Treviso) \| |
| Arbitro:                            | Falzier (Treviso) |       |       |                                                      |

#### Girone di ritorno
| Arbitro: | Tani (Livorno) |

|           |           |              |
| Boito 12’ | Marcatori | 14’ Pagliari |

| Arbitro: | Parussini (Udine) |

|                                 |           |           |
| Di Michele 1’ Nobili 52’ (rig.) | Marcatori | 69’ Corti |

| Genova 22 febbraio 1981 22ª giornata | Genoa           | 0 – 0 | Milan | Stadio Luigi Ferraris\| Arbitro: \| Facchin (Udine) \| |
| Arbitro:                             | Facchin (Udine) |       |       |                                                        |

| Arbitro: | Terpin (Trieste) |

|            |           |           |
| Garuti 43’ | Marcatori | 65’ Russo |

| Arbitro: | Lombardo (Marsala) |

|           |           |  |
| Russo 40’ | Marcatori |  |

| Arbitro: | Lanese (Messina) |

|  |           |                     |
|  | Marcatori | 47’ Russo 80’ Caneo |

| Arbitro: | Altobelli (Roma) |

|                        |           |  |
| Odorizzi 19’ Russo 50’ | Marcatori |  |

| Arbitro: | D'Elia (Salerno) |

|            |           |  |
| Cannata 4’ | Marcatori |  |

| Arbitro: | Pairetto (Torino) |

|           |           |  |
| Russo 14’ | Marcatori |  |

| Arbitro: | Vitali (Bologna) |

|  |           |           |
|  | Marcatori | 83’ Russo |

| Arbitro: | Angelelli (Terni) |

|                    |           |              |
| Nela 51’ Boito 90’ | Marcatori | 42’ Bergossi |

| Arbitro: | Bergamo (Livorno) |

|                |           |                     |
| Greco 20’, 75’ | Marcatori | 42’ Corti 64’ Russo |

| Arbitro: | Agnolin (Bassano del Grappa) |

|             |           |             |
| Todesco 67’ | Marcatori | 78’ Roselli |

| Verona 17 maggio 1981 33ª giornata | Verona        | 0 – 0 | Genoa | Stadio Marcantonio Bentegodi\| Arbitro: \| Redini (Pisa) \| |
| Arbitro:                           | Redini (Pisa) |       |       |                                                             |

| Arbitro: | D'Elia (Salerno) |

|           |           |  |
| Boito 79’ | Marcatori |  |

| Foggia 31 maggio 1981 35ª giornata | Foggia            | 0 – 0 | Genoa | Stadio Pino Zaccheria\| Arbitro: \| Mattei (Macerata) \| |
| Arbitro:                           | Mattei (Macerata) |       |       |                                                          |

| Arbitro: | Agnolin (Bassano del Grappa) |

|                                |           |                |
| Todesco 18’ Boito 54’ Nela 82’ | Marcatori | 16’ Castagnini |

| Arbitro: | Barbaresco (Cormons) |

|              |           |                                |
| A. Scala 27’ | Marcatori | 8’ Lorini 48’ (aut.) Filisetti |

| Arbitro: | Redini (Pisa) |

|                        |           |  |
| Odorizzi 22’ Boito 63’ | Marcatori |  |

### Coppa Italia

#### Primo turno
| Arbitro: | Redini (Pisa) |

|           |           |                |
| Boito 38’ | Marcatori | 7’ Bergamaschi |

| Genova 24 agosto 1980 2ª giornata | Genoa         | 0 – 0 | Udinese | Stadio Luigi Ferraris\| Arbitro: \| Lops (Torino) \| |
| Arbitro:                          | Lops (Torino) |       |         |                                                      |

| Taranto 3 settembre 1980 4ª giornata | Taranto            | 0 – 0 | Genoa | Stadio Erasmo Iacovone\| Arbitro: \| Bianciardi (Siena) \| |
| Arbitro:                             | Bianciardi (Siena) |       |       |                                                            |

| Arbitro: | Terpin (Trieste) |

|                                            |           |           |
| Cabrini 52’ (rig.) Fanna 64’ Prandelli 82’ | Marcatori | 65’ Russo |

## Statistiche

### Statistiche di squadra
| Competizione | Punti | Totale | Totale | Totale | Totale | Totale | Totale | DR  |
| Competizione | Punti | G      | V      | N      | P      | Gf     | Gs     | DR  |
| ------------ | ----- | ------ | ------ | ------ | ------ | ------ | ------ | --- |
| Serie B      | 48    | 38     | 17     | 14     | 7      | 47     | 29     | +18 |
| Coppa Italia | -     | 4      | 0      | 3      | 1      | 2      | 4      | -2  |
| Totale       | -     | 42     | 17     | 17     | 8      | 49     | 33     | +16 |

### Statistiche dei giocatori[1][3]
| Giocatore       | Serie B  | Serie B |
| Giocatore       | Presenze | Reti    |
| --------------- | -------- | ------- |
| F. Boito        | 34       | 10      |
| B. Caneo        | 28       | 2       |
| E. Cavagnetto   | 25       | 1       |
| G. Corti        | 34       | 2       |
| S. Di Chiara    | 3        | -       |
| N. Favaro       | 1        | -       |
| G. Fiordisaggio | 2        | -       |
| F. Gorin        | 29       | -       |
| G. Lorini       | 29       | 1       |
| T. Manfrin      | 35       | 4       |
| L. Manueli      | 25       | 1       |
| S. Martina      | 38       | -       |
| S. Nela         | 36       | 4       |
| C. Odorizzi     | 31       | 2       |
| C. Onofri       | 34       | 2       |
| R. Russo        | 36       | 13      |
| C. Sala         | 27       | -       |
| M. Somma        | 2        | -       |
| C. Testoni      | 23       | -       |
| E. Todesco      | 30       | 2       |